# The Heart Part 5
The Heart Part 5 — песня американского репера Кендрика Ламара. Песня была неожиданно выпущена 8 мая 2022 года на лейблах PGLang, Top Dawg Entertainment, Aftermath Entertainment и Interscope в качестве промо сингла к предстоящему пятому студийному альбому Кендрика Mr. Morale & the Big Steppers. Это пятая часть из серии песен "The Heart" после The Heart Part 4 и первый сольный релиз больше чем за четыре года.

## Предыстория
20 августа 2021 года Кендрик Ламар на своем сайте в личном блоге написал сообщение, что он занимается продюсированием своего пятого студийного альбома; его последним проектом был Top Dawg Entertainment. Он поделился названием альбома и датой релиза в письме главе PGLang от 18 апреля 2022 года. После анонса, на его веб-сайте появилась новая страница с названием «The Heart», которая содержала 399 пустых компьютерных папок. Новость о выходе промо-сингла случайно просочилась через музыкальный стриминговый сервис Spotify, который намекал на песню через описание плейлистов Ламара, прежде чем их изменили.

## Лирика и композиция
«The Heart Part 5» - это песня в стиле политического хип-хопа с элементами джаза и соул. Кендрик Ламар написал песню совместно с ее продюсерами Джонни Косичем, Мэттом Шеффером и Джейком Косичем (известные под общим названием Beach Noise). Леон Уэр и Артур Росс стали посмертными соавторами песни за интерполяцию сингла 1976 года I Want You в исполнении Марвина Гэя.
С лирической точки зрения, «The Heart Part 5» следует по стопам своих предыдущих частей и третьего студийного альбома Кендрика Ламара To Pimp a Butterfly (2015 года), повествуя о проблемах американо-африканской культуры и институциональной дискриминации риторическими средствами. В этой песне также раскрываются личные темы об эмпатии, смерти и депрессии с разных точек зрения.

## Музыкальное видео
Музыкальное видео на «The Heart Part 5», снятое Кендриком Ламаром и Дэйвом Фри, было выпущено в день релиза сингла 8 мая 2022 года. В нем Кендрик исполняет песню у красной стены, используя технологию deepfake для того, чтобы поочередно превращать себя в одну из шести современных чернокожих американских фигур, а именно: бывший футболист и осужденный преступник О. Джей Симпсон, рэпер Канье Уэст, актеры Джусси Смоллетт и Уилл Смит, покойный баскетболист Коби Брайант и покойный рэпер Нипси Хассл. Deepfake были сделаны актерами Мэттом Стоуном и Трей Паркером из студии Deep Voodoo.
Каждый из шести дипфейков исполняет куплет из песни, отражающий их собственную точку зрения. В куплете Симпсона, в котором он называет себя созданным "для культуры", упоминается его "пуленепробиваем ровер" как отсылка к погоне в 1994 году на Ford Bronco. Куплет Уэста отражает его борьбу с биполярным расстройством и то как, часто его использовали. Куплет Симпсона отражает лицемерие, связанное с освещением в СМИ его розыгрыша преступления на почве ненависти в 2019 годурозыгрыша преступления на почве ненависти в 2019 году и последующего ареста. Куплет Смита отражает негативную реакцию, которую он получил после инцидента с пощечиной Крису Року на 94-й премии Оскар. После минуты молчания Ламара начинается куплет Брайанта, в котором он утверждает, что стал влиятельной фигурой благодаря упорному труду и самоотверженности. Куплет Хассла, самый длинный в видео, принимает форму монолога после его убийства в 2019 году, в котором он говорит, что прощает своего убийцу, но его "душа под сомнением".

## Мнение критиков
«The Heart Part 5»  получил широкое признание среди критиков, а трибьют Ламара его близкому другу, Хасслу, получил всеобщую похвалу критиков и коллег артиста. Девушка Хассла, актриса Лорен Лондон, назвала музыкальное видео "сильным искусством".

## Чарты
| Чарт (2022)                           | Высшая позиция |
| ------------------------------------- | -------------- |
| Австралия (ARIA)                      | 31             |
| Канада (Billboard Canadian Hot 100)   | 18             |
| Мир (Billboard Global 200)            | 25             |
| (Plötutíðindi)                        | 27             |
| Ирландия (IRMA)                       | 18             |
| (AGATA)                               | 15             |
| Нидерланды (Single Top 100)           | 83             |
| Новая Зеландия (Recorded Music NZ)    | 15             |
| Португалия (AFP)                      | 45             |
| (RISA)                                | 1              |
| Heatseeker (Sverigetopplistan)        | 6              |
| Швейцария (Schweizer Hitparade)       | 50             |
| Великобритания (OCC UK Singles)       | 24             |
| Великобритания (OCC UK Hip Hop/R&B)   | 10             |
| США (Billboard Hot 100)               | 15             |
| США (Billboard Hot R&B/Hip-Hop Songs) | 5              |